# Distretto di Lat Yao
Il distretto di Lat Yao (in thailandese: ลาดยาว) è un distretto (amphoe) della Thailandia, situato nella provincia di Nakhon Sawan.
| Controllo di autorità | VIAF (EN) 157240522 · LCCN (EN) n91045250 · J9U (EN, HE) 987007565230005171 |